# Ко мне, Мухтар!
«Ко мне, Мухтар!» — советский художественный фильм, созданный на студии «Мосфильм» в 1964 году по повести Израиля Меттера «Мурат» (1961, позже переиздававшейся под названием «Мухтар»). О взаимной преданности лейтенанта милиции и овчарки по кличке Мухтар. Самоотверженный пёс, готовый жизнью заплатить за любовь, выручает младшего лейтенанта милиции Николая Глазычева в опасных ситуациях.

## Сюжет
Хозяйка оставила пса по кличке Мухтар в вагоне поезда. Младший лейтенант милиции Николай Гла́зычев, вызванный на станцию, освобождает пса из вагона, доставляя его в питомник УВД. Хозяйку нашли, но она отказывается от пса и продаёт его милиции за 100 рублей. Мухтар закреплён за младшим лейтенантом Глазычевым, который начинает «преобразовывать» домашнего пса в служебного. Постепенно Мухтар привыкает к своему проводнику и, хоть с проблемами, оканчивает обучение.
Начинается служба, в которой пёс с проводником преимущественно занимаются бытовыми делами. Преступления, раскрываемые с применением служебного пса Мухтара, хоть и малые, но в больших количествах; в итоге сумма хищений, возвращённых при помощи Мухтара, превышает 3 миллиона рублей.
Бывшая хозяйка с мужем-адмиралом приходят в милицейский питомник проведать пса, но тот бросается на неё — в нём был выработан условный рефлекс: «называть его по имени имеет право только проводник».
Мухтар с Глазычевым идут по следу опасного преступника, рецидивиста Фролова, совершившего убийство, встречают двоих его подручных и задерживают их. Сам Фролов просится на ночлег в деревне, а при требовании показать документы тяжело ранит колхозного сторожа. Следы убийцы заметает сильная метель, но Мухтар выслеживает его до железнодорожной станции. Преступник укрывается в вагоне и отстреливается. Командир опергруппы решает пустить Мухтара, но, услышав выстрелы бандита, Мухтар срывается с поводка, врывается в вагон и, несмотря на тяжёлое ранение, перегрызает горло преступнику. Врачу удаётся спасти жизнь собаки, но одна из пуль задела мозг, и Мухтар не может нести службу. Несмотря на все усилия проводника, пса выбраковывают. Начальник питомника решает ходатайствовать о сохранении пса на казённом довольствии. Глазычев неделями ходит по инстанциям, получает везде отказы. Комиссар милиции, помнивший вклад Мухтара в обезвреживании Фролова, утверждает ходатайство Глазычева. Мухтар остаётся в питомнике.

## История создания
Прототипом Мухтара стал героический пёс по кличке Султан, за десять лет милицейской службы поучаствовавший в пяти тысячах операций, задержавший более тысячи преступников и нашедший похищенного имущества на общую сумму в три миллиона рублей. После смерти Султана его тело превратили в чучело и с подробным описанием заслуг выставили в Музее ленинградского уголовного розыска, который в 1959 году посетил писатель Израиль Меттер, работавший тогда над сценарием к фильму «Это случилось в милиции». Будучи большим любителем собак, Меттер заинтересовался судьбой этого пса и решил посвятить ему одно из своих литературных произведений. Писателя поразили не столько заслуги пса, сколько его характер и нелёгкая жизнь, как он пишет в своём рассказе «Собаки»: «Перед самым моим уходом один из работников музея рассказал мне драматический финал жизни Султана — его бесприютную тяжкую старость. Вот тогда-то и дрогнуло моё сердце. В судьбе этого пса я увидел нечто человеческое». Бывший проводник Султана, майор милиции в отставке Пётр Бушмин, согласился встретиться с писателем и поведал ему многое из жизни пса, в частности рассказал о недооценённой понятливости собак, придавая им характерные человеческие черты поведения, такие, например, как ревность или обида.
Быть может, кому-нибудь подобная точка зрения и представится порочной, — кажется, она даже имеет специальное научное наименование — антропоморфистская, но мне решительно безразлично, к какой графе отнесёт наука мою любовь и уважение к собакам. Лично мне многое непонятно в поведении животных, а к явлениям сложным и неясным я привык относиться с уважением.
Так появилась психологическая повесть под названием «Мурат» (автор изменил кличку собаки), опубликованная в 1960 году журналом «Новый мир» и вышедшая отдельной книгой в 1961 году. Повесть оказалась довольно успешной, и руководство киностудии «Мосфильм» распорядилось о её экранизации, при этом сценаристом выступил сам Меттер. Последующие переиздания этой повести выходили под названием «Мухтар».

### Подготовка к съёмкам
Задолго до начала съёмок было ясно, что роль Мухтара не сможет исполнить одна собака: действие в сценарии происходит в течение семи-восьми лет, сперва Мухтар — молодой полуторагодовалый пёс, а к концу фильма ему уже около десяти лет. К тому же животные обычно очень тяжело переносят процесс съёмок, и в любом случае необходимы были запасные собаки, способные в случае форс-мажорных обстоятельств друг друга подменять. Двух взрослых служебно-разыскных псов по кличке Урал и Байкал на всё время работы предоставило Министерство внутренних дел СССР, а третьего, самого молодого, за четыре месяца до начала съёмок «Мосфильм» приобрёл по объявлению. Собаку поселили на киностудии, кормили трижды в день и приучали к новой кличке «Мухтар» — пёс оказался излишне озорным и малопослушным, поэтому в итоге его использовали лишь в тех эпизодах, где явно требовалось подчеркнуть молодость животного.
Несколько раз Юрий Никулин выезжал с милицией на операции, познакомился со многими проводниками розыскных собак. В качестве консультанта фильма был приглашён капитан милиции Сергей Подушкин, который занимался с Никулиным так, как будто тому действительно предстояло стать работником правоохранительных органов. Актёр вставал рано утром, надевал милицейскую форму, полушубок и отправлялся в питомник — там специально для него из клеток выпускали двух собак. Чтобы они привыкли к Никулину, он сам их выгуливал и кормил. После этого актёр уезжал в цирк и, отработав три спектакля, снова возвращался в питомник. Подготовка продолжалась более двух недель.

### Производственный процесс
Съёмки начались зимой 1964 года, поэтому сначала снимались финальные эпизоды сценария, для которых требовалась снежная погода. Местом действия был выбран подмосковный город Кашира, в первый день должна была сниматься сцена, где Мухтар со своим проводником Глазычевым идёт по следу рецидивиста, убившего колхозного сторожа, а следы убийцы постоянно заметает сильная метель. Однако с этой сценой возникли серьёзные трудности, проблема заключалась в установленном на поле мощном моторе с самолётным пропеллером, использовавшимся для создания необходимой силы ветра, — он был слишком шумным, и собаки при его включении разбегались. Директор фильма предложил отказаться от метели — киногруппа простаивала в течение пяти дней, и за каждый день простоя впустую уходили три тысячи рублей, но режиссёр категорически отверг это предложение. Кто-то вспомнил письмо из Киева от инженера-сантехника Михаила Длигача, который некогда прочёл «Мухтара» и прислал на «Мосфильм» свой вариант сценария для экранизации этого произведения. В письме Длигач упомянул, что является страстным собаководом-любителем, и у него есть умнейший пёс по кличке Дейк, который легко смог бы исполнить главную роль. Сценарий оказался неумелым, поэтому тогда ему никто не ответил, но, оказавшись в затруднительном положении, Семён Туманов решил вызвать этого человека из Киева и привлечь к работе над фильмом. Дейк не боялся ветродуя, неукоснительно выполнял любые команды хозяина и в плане актёрского мастерства оказался самым талантливым из всей четвёрки собак, поэтому впоследствии использовался во всех технически сложных эпизодах.
Собака, названная в честь художника Ван Дейка, вместе с хозяином поселилась на квартире Никулиных и жила там вплоть до окончания рабочего процесса. Пёс, как оказалось, к тому времени уже обладал некоторой известностью: ещё в 1959 году он выставлялся на XXIII выставке собак, где получил оценку «отлично», и позже вошёл в племенную книгу ДОСААФ как ДЕЙК К-252. Во время съёмок эпизода, когда Мухтару после ранения делают операцию, Дейка положили на операционный стол и включили свет, а он вдруг ни с того ни с сего начал тяжело дышать — создавалось полное впечатление больной собаки, что и требовалось режиссёру. В одном из эпизодов собака должна была выкусывать из-под когтей кусочки льда. Чтобы Дейк действовал по сценарию, его хозяин вложил между когтями животного сладкие леденцы — пёс стал вылизывать себе лапы, и в это время оператор снимал крупный план.
Весьма напряжённо проходили съёмки сцен, где Мухтар натравливался на персонажей, потому что собаки, будучи служебными, атаковали актёров в полную силу. Особенно трудно давался эпизод, в котором бывшая хозяйка, спустя несколько лет, приезжает посмотреть на пса, и тот яростно на неё нападает. Вместо актрисы Аллы Ларионовой снималась дублёр — тело девушки было обмотано пластами плотного войлока и одето в толстую шубу, Длигач стоял рядом, готовый в любую секунду остановить Дейка. Так было отснято несколько дублей, но Ларионовой они не понравились — она предложила режиссёру переснять сцену со своим участием без дублёра. Длигач при этом сильно нервничал и бросался оттаскивать пса слишком рано, после четырёх неудачных дублей Туманов попросил двух рабочих держать дрессировщика до тех пор, пока эпизод, по его мнению, не достигнет апогея. Так был отснят пятый дубль, который в итоге и попал в финальную версию фильма. Роль преступника, ночью укравшего из магазина окорок, сыграл молодой актёр Олег Шкловский, присутствовавший в составе съёмочной группы в качестве помощника звукооператора. Другие актёры, узнав, что на них будут натравливать служебную овчарку, сразу же отказывались от роли, а Шкловский вызвался добровольцем. Сцена снималась ночью и вышла не очень эффектной — вместо полноценного задержания собака просто пробежала мимо убийцы, и на этом дубле режиссёр решил остановиться, так как в темноте всё равно ничего не видно. Лев Дуров, сыгравший одного из бандитов, подвергся нападению Байкала прямо на съёмочной площадке и, по собственному признанию, чуть не лишился жизни.
Почти все летние сцены снимались под Ростовом, в качестве питомника была выбрана Ростовская школа служебно-разыскного собаководства, в музее которой до сих пор сохранился альбом с рабочими фотографиями фильма. По сюжету в финале картины Мухтар, получив тяжёлое ранение, должен был выглядеть на экране особенно несчастным и больным, для этого к задней лапе Дейка резинкой был подвязан кусок твёрдой проволоки — она легонько покалывала лапу при ходьбе, это было не больно, но достаточно неудобно. Голова пса была обмотана бинтами, а шерсть, для придания ей вида старческой неряшливости, была облита водой. Однако съёмки проходили в сильную июльскую жару, и шерсть на солнце очень быстро высыхала. Тогда Никулин предложил обмазать пса вишнёвым сиропом. От сиропа его шерсть слиплась, и, таким образом, получился образ старого Мухтара, одобренный режиссёром и попавший в фильм. Меттер также сочинил для сценария дополнительную сцену, в которой пёс, повизгивая от собственного бессилия, боязливо слезает с высокой лестницы. Воплотить это в кадре было крайне сложно, но оказалось, что Дейк в щенячьем возрасте упал с высокого подоконника, после чего стал бояться высоты. Его на руках занесли на верхнюю площадку лестницы, откуда он по команде Длигача медленно сползал вниз к ногам Никулина, дрессировщик при этом стоял сбоку вне кадра и командовал.

## Создатели фильма
| - Автор сценария — Израиль Меттер - Режиссёр — Семён Туманов - Оператор — Александр Харитонов - Художник — Георгий Колганов - Композитор — Владимир Рубин - Дирижёр — Газис Дугашев - Дрессировщики — Михаил Длигач, Владимир Круковер - Консультант — Сергей Подушкин - Звукооператор — Игорь Майоров - Помощник звукооператора — Олег Шкловский - Художник по костюмам — Людмила Мочалина - Грим — Л. Назарова - Монтаж — Валентина Кулагина - Редактор — Л. Цицина - Директор картины — Макс Гершенгорин | - Юрий Никулин — Николай Глазычев, младший лейтенант милиции - Владимир Емельянов — майор Сергей Прокофьевич, начальник питомника - Леонид Кмит — Степан Павлович Дуговец - Юрий Белов — Ларионов - Алла Ларионова — Маша Колесова, бывшая хозяйка Мухтара - Фёдор Никитин — ветеринарный врач Трофим Игнатьевич Зырянов - Николай Крючков — комиссар милиции - Сергей Голованов — адмирал Сергей Колесов - Лев Дуров — рецидивист «Рыба» - Иван Рыжов — капитан милиции Рыжов - Ия Маркс — бабка Феди - Екатерина Савинова — Верочка - Тамара Логинова — жена Глазычева - Леонид Пархоменко — Фролов, преступник - Юрий Медведев — дворник Федя - Владимир Гуляев — капитан милиции - Вадим Захарченко — следователь - Лидия Савченко — Галинка - Валентин Брылеев — оперативник - Тамара Яренко — врач - Лидия Рюмина — Антоновна, повариха |

## Выход фильма и признание
Премьера фильма состоялась 13 марта 1965 года, и, по данным сайта Internet Movie Database, в Советском Союзе картину посмотрели 29,6 млн зрителей. После выхода фильма на экран кличка «Мухтар» среди собак стала встречаться гораздо чаще: например, по аналогии с героем фильма своего пса назвала Эдита Пьеха. Известны также случаи, когда реальные псы по кличке Мухтар самоотверженно помогали милиционерам: так, в Подмосковье собака с таким же именем участвовала в спасении трёх провалившихся под лёд людей, в Башкирии при обыске частного дома верный Мухтар по команде инспектора первым прыгнул в тёмный подвал и во время задержания преступника погиб от удара топором. Можно считать, что с годами эта кличка стала нарицательной, обозначая смелых, бесстрашных собак, готовых ради благородного дела рискнуть своей жизнью.
19 апреля 2002 года «Ко мне, Мухтар!» получил премию российского (ныне международного) кинофестиваля «Золотой клык» как один из лучших фильмов с участием животных, олицетворяющий собой честь и славу отечественного кинематографа. Киновед Сергей Кудрявцев назвал фильм самой популярной отечественной лентой о прочной и нерушимой собачье-людской дружбе, а также подчеркнул некоторую авторскую иронию, существующую вопреки криминально-мелодраматическому сюжету, которая, ко всему прочему, дополняется удачной игрой Никулина: «Будучи цирковым клоуном, он общается на экране с четвероногим партнёром не просто как с равным себе, но и по правилам особой условной игры, проникнутой живым и неподдельным юмором».

### После фильма
Дейк умер через три года после окончания съёмок, оставив после себя сына, тоже Дейка. Михаил Длигач выдрессировал этого пса не хуже предыдущего и мечтал о создании продолжения фильма, однако второй части так и не суждено было появиться. Позже собаковод эмигрировал в США, где провёл остаток жизни.

## Сериал «Возвращение Мухтара»
Спустя сорок лет стартовал сериал под названием «Возвращение Мухтара», главным героем которого также выступила восточноевропейская овчарка Мухтар, помогающая милиционеру в раскрытии преступлений. В разных сериях сериала воспроизведены сцены фильма 1964 года и постоянно используется фраза «Ко мне, Мухтар!» как отсылка к фильму.